# Coupe de France féminine de cyclisme sur route 2008
Cet article traite uniquement de la compétition féminine. Pour les résultats de la compétition masculine, voir Coupe de France de cyclisme sur route 2008.
Navigation
Coupe de France 2007 Coupe de France 2009
La Coupe de France féminine de cyclisme sur route 2008 est la 9e édition de la Coupe de France féminine de cyclisme sur route. La victoire finale revient à Magali Le Floc'h pour la troisième fois après 2001 et 2005.
Cette édition se déroule du 23 mars au 22 août 2008 et est composée de cinq épreuves soit une de moins que lors de l'édition précédente.

## Résultats
| Dates   | Courses                                     |  | Vainqueur       |
| 23 mars | Cholet-Pays de Loire féminin                |  | Magali Mocquery |
| 24 mars | Prix de la Ville de Pujols                  |  | Béatrice Thomas |
| 6 avril | Ladies Berry Classic’s Indre                |  | Jeannie Longo   |
| 4 mai   | Trophée des grimpeurs féminin               |  | Jeannie Longo   |
| 22 août | Classic Féminine de Vienne Poitou-Charentes |  | Leda Cox        |

## Classement
|     | Coureur           | Pts. |
| --- | ----------------- | ---- |
| 1re | Magali Le Floc'h  | 192  |
| 2e  | Magali Mocquery   | 159  |
| 3e  | Béatrice Thomas   | 151  |
| 4e  | Élodie Le Bail    | 147  |
| 5e  | Christine Majerus | 143  |
| 6e  | Jeannie Longo     | 134  |
| 7e  | Mélanie Bravard   | 123  |
| 8e  | Laura Lepasalu    | 97   |
| 9e  | Florence Girardet | 90   |
| 10e | Emmanuelle Merlot | 83   |